# Peter Imhof

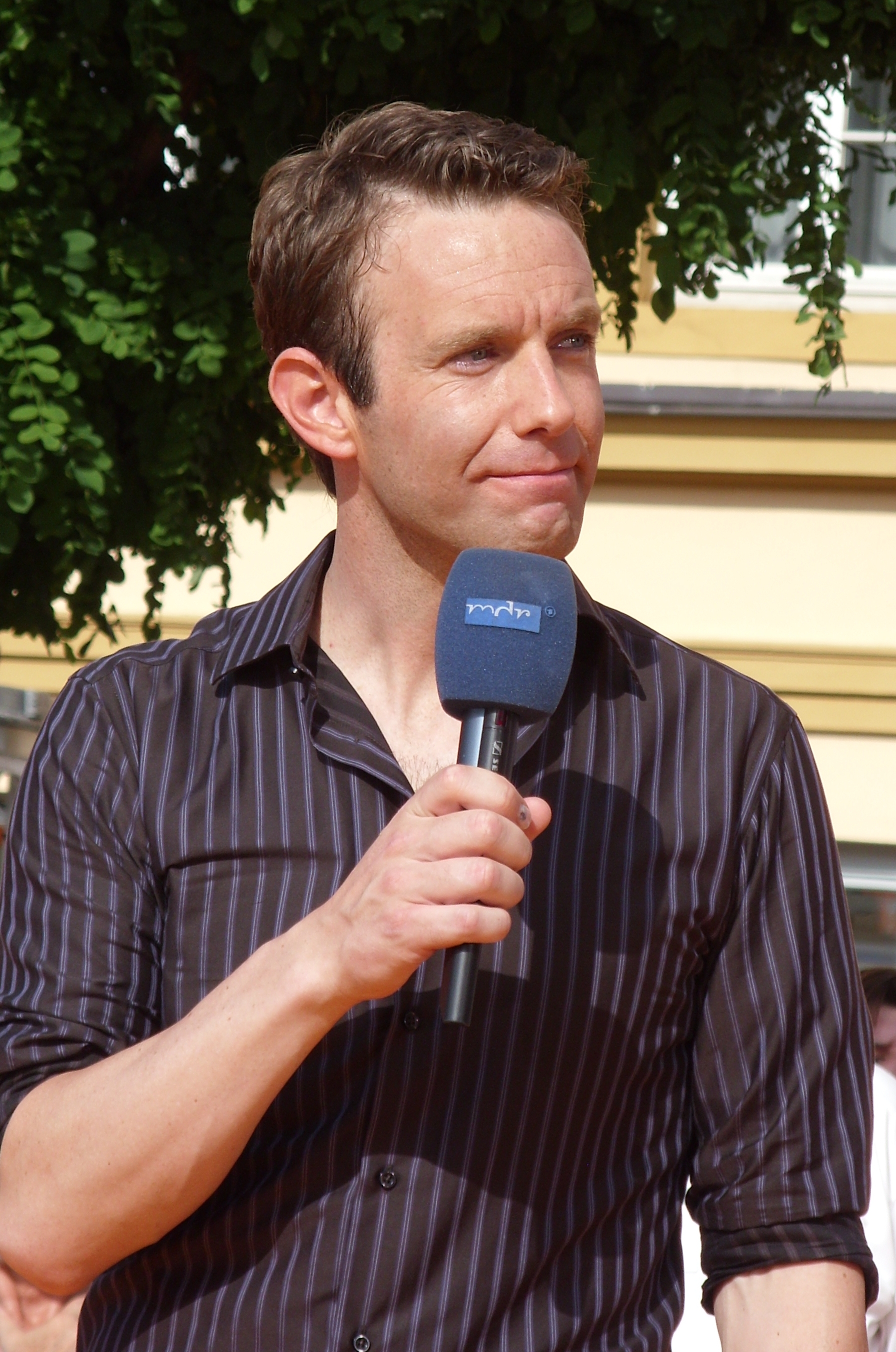
Peter Imhof (2009)

Peter Imhof (* 9. August 1973 in Northeim) ist ein deutscher Moderator.

## Leben und Karriere
Bis zum Abitur 1993 am Tilman-Riemenschneider-Gymnasium in seiner Heimatstadt Osterode am Harz betätigte sich Peter Imhof gelegentlich im Rahmen der Kleinkunst als Comedian. Mit Andreas Senkler trat er bei Kleinkunstfesten und Theaterfestivals sowie beim Sommerfest des Bundespräsidenten und im Rahmen einer zweimonatigen Tour unter anderem auch in Japan auf.
Nach der Schule arbeitete Imhof als Moderator bei Radio Westfalica in Minden und leistete parallel seinen Zivildienst in Bückeburg ab. 1995 begann er ein Volontariat beim privaten Radiosender radio ffn. Im Anschluss arbeitete er dort zwei Jahre als Moderator der Morgensendung und der Sendung am Nachmittag. Ab 1997 trat er als Warm-up für die TV-Sendung Schreinemakers live auf.
Im Januar 1999 zog Imhof nach Berlin, wo er für den Musiksender MTV Germany die Sendungen MTV live aus Berlin und Select MTV moderierte. Im Februar 1999 erschien anlässlich des 20-jährigen Bestehens der Buchreihe von TKKG ein Song, der von Imhof interpretiert wurde.
Im Frühjahr 2000 startete Imhofs einstündige Daily-Talkshow zur Mittagszeit Peter Imhof beim privaten Fernsehsender Sat.1. Einen Eintrag ins Guinness-Buch der Rekorde erreichte Imhof, indem er 24 Stunden, unterbrochen nur von zwei viertelstündigen Pausen, moderierte. In dieser Zeit wurden sechs Sendungen aufgezeichnet. Um den Rekord zu erreichen, moderierte er aber auch in den 18 Stunden Werbe-, Umbau- und Schminkpausen. Die Moderationen abseits der Sendungen wurden nie gesendet.
Nachdem seine Sendung auf Sat.1 abgesetzt worden war, moderierte Imhof Ende 2001 zusammen mit Andrea Wieser in München die Sendung City Lounge beim regionalen Fernsehsender SunTV.

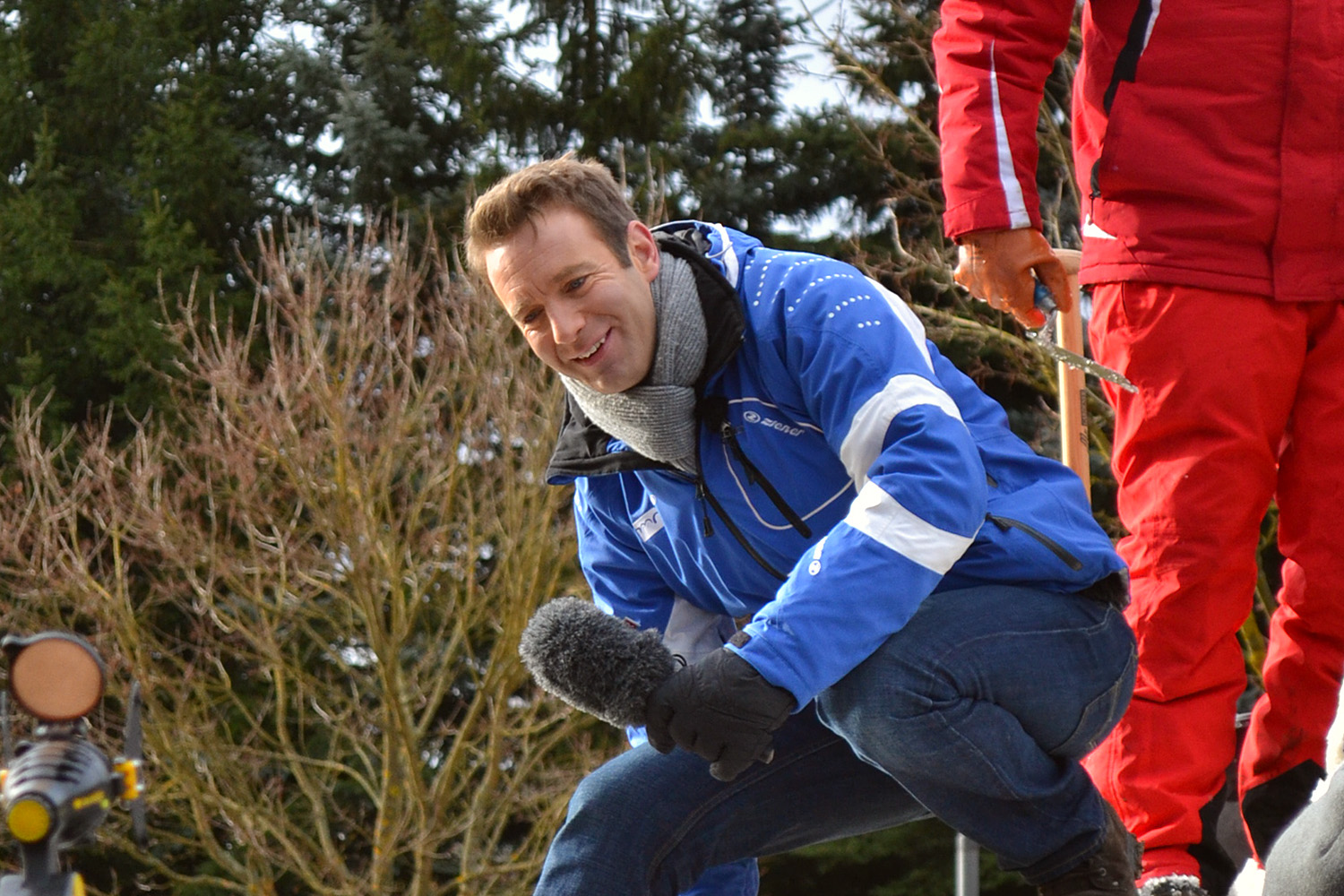
Peter Imhof (2014)

Nach einem kurzen Gastspiel beim Radiosender Bremen 4 wurde Imhof ab 2003 Moderator des Nachmittags-Magazins Hier ab vier beim MDR. Für den ARD-Spielfilm Heimweh nach Drüben stand Imhof mit Schauspielern wie Wolfgang Stumph, Katrin Sass und Jürgen Tarrach vor der Kamera. Zu verschiedenen Anlässen, wie zum Beispiel der Popkomm, dem Bundesvision Song Contest, der Berliner Kinonacht, der CeBIT oder der Hip-Hop-WM 2005 in Graz übernahm Imhof Moderatorentätigkeiten. Zusammen mit einem Freund betätigt sich Imhof in der Band Fake Mc’s. Im Januar 2008 nahm er am Perfekten Promi-Dinner teil. Im Jahr 2010 hatte er einen kurzen Gastauftritt in der ARD-Serie In aller Freundschaft (Folge 483: Dunkle Wolken), in der er einen Journalisten spielte.
Am 14. März 2015 nahm er an der TV total-Wok-WM teil. Zusammen mit Sandra Kiriasis, Sven Hannawald und Jan Kralitschka bildete er den 4er-Wok für das Team DDR.
Im Jahr 2017 veröffentlichte er zusammen mit seiner Frau das Buch Bei uns läuft’s kacka: Scheitern als Eltern – aber richtig!

### Privates
Am 8. August 2008 heiratete Peter Imhof die Journalistin Eva Schulz, mit der er 2012 geborene Zwillingstöchter hat. Das Paar trennte sich im Jahr 2021 und machte dies im Jahr 2022 öffentlich.
Im Februar 2024 wurde bekannt, dass er mit der Moderatorin Ana Plasencia liiert ist.